# Thomisus bhagabatii
Espèce
Thomisus bhagabatii est une espèce d'araignées aranéomorphes de la famille des Thomisidae.

## Distribution
Cette espèce est endémique du Bangladesh. Elle se rencontre dans le district de Bagerhat vers Chitalmari.

## Description
Le mâle holotype mesure 8,30 mm.

## Systématique et taxinomie
Cette espèce a été décrite par Biswas et Raychaudhuri en 2024.

## Étymologie
Cette espèce est nommée en l'honneur de Bhagabati Sarker. 

## Publication originale
(juin 2024).
- Biswas & Raychaudhuri, 2024 : « Taxonomic account of some crab-spiders genus Thomisus Walckenaer, 1805 (Araneae: Misumeninae: Thomisidae) from Bangladesh. » Ecology Journal, vol. 5, no 2, p. 163-171.